# Karl Wilhelm von Nägeli
Pour les articles homonymes, voir Nägeli.
Karl Wilhelm von Nägeli, né le 27 mars 1817 à Kilchberg et mort le 11 mai 1891 à Munich, est un botaniste suisse.

## Biographie
Il étudie la botanique auprès d'Augustin Pyrame de Candolle (1778-1841) à Genève et soutient une thèse de botanique à Zurich en 1840. Matthias Jakob Schleiden (1804-1881), alors professeur de botanique à Iéna, l'incite à s'intéresser à l'étude microscopique des végétaux, Nägeli s'oriente alors vers cette recherche. Après sa soutenance, il devient Privatdozent (professeur extraordinaire), à l'université de Zurich ; en 1852, il obtient la chaire de botanique de l'université de Fribourg-en-Brisgau et en 1857, celle de Munich où il demeurera jusqu'à sa mort.
Sa fille est la peintre Betty Nägeli.

### Contributions
Il publie ses principaux travaux dans Zeitschrift für wissenschaftliche Botanik (1844-1846) ; Die neuern Algensysteme (1847) ; Gattungen einzelliger Algen (1849) ; Pflanzenphysiologische Untersuchungen (1855-1858) avec Carl Eduard Cramer (1831-1901) ; Beitrage zur wissenschaftlichen Botanik (1858-1868). Certains de ses articles publiés par l'Académie des sciences royale de Bavière, ont été réunis en trois volumes sous le titre de Botanische Mitteilungen (1861-1881). Il finit par faire paraître Mechanisch-physiologische Theorie der Abstammungslehre (en 1884). 
Nägeli était membre étranger de l'Académie des sciences de Saint-Pétersbourg (1865), correspondant de l'Académie des sciences de Berlin (1874), membre étranger de la Royal Society de Londres (1881) et Membre étranger de l'Académie de Stockholm (1883).